# Thea Minyan Bjørseth
Thea Minyan Bjørseth (30 de octubre de 2003) es una deportista noruega que compite en salto en esquí. Ganó tres medallas en el Campeonato Mundial de Esquí Nórdico, en los años 2021 y 2023.

## Palmarés internacional
| Campeonato Mundial | Campeonato Mundial    | Campeonato Mundial | Campeonato Mundial  |
| Año                | Lugar                 | Medalla            | Prueba              |
| ------------------ | --------------------- | ------------------ | ------------------- |
| 2021               | Oberstdorf (Alemania) | Medalla de bronce  | TN por equipo       |
| 2023               | Planica (Eslovenia)   | Medalla de plata   | TN por equipo mixto |
| 2023               | Planica (Eslovenia)   | Medalla de bronce  | TN por equipo       |